# Сен-Бодель
Сен-Боде́ль (фр. Saint-Baudel) — коммуна во Франции, находится в регионе Центр. Департамент — Шер. Входит в состав кантона Линьер. Округ коммуны — Сент-Аман-Монтрон.
Код INSEE коммуны — 18199.

## География
Коммуна расположена приблизительно в 230 км к югу от Парижа, в 125 км южнее Орлеана, в 31 км к юго-западу от Буржа.
По территории коммуны протекает река Арнон.

## Население
Население коммуны на 2008 год составляло 296 человек.
| 1962 | 1968 | 1975 | 1982 | 1990 | 1999 | 2008 |
| ---- | ---- | ---- | ---- | ---- | ---- | ---- |
| 414  | 385  | 347  | 310  | 263  | 248  | 296  |

## Экономика
В 2007 году среди 165 человек в трудоспособном возрасте (15-64 лет) 114 были экономически активными, 51 — неактивными (показатель активности — 69,1 %, в 1999 году было 65,2 %). Из 114 активных работали 104 человека (53 мужчины и 51 женщина), безработных было 10 (7 мужчин и 3 женщины). Среди 51 неактивных 15 человек были учениками или студентами, 23 — пенсионерами, 13 были неактивными по другим причинам.

## Достопримечательности
- Церковь Сен-Бодель (XIII век)
  - Бронзовый колокол (XVI век). Исторический памятник с 1943 года[3]
  - Кресло со спинкой (XVI век). Исторический памятник с 1913 года[4]
- Водяная мельница

## Фотогалерея
- Церковь Сен-Бодель
- Карта коммуны